# Stictolampra brevipennis
Stictolampra brevipennis är en kackerlacksart som beskrevs av Hanitsch 1930. Stictolampra brevipennis ingår i släktet Stictolampra och familjen jättekackerlackor. Inga underarter finns listade i Catalogue of Life.